# 循環器
循環器（じゅんかんき、英: Circulation、circulatory organ）とは、動物の器官の分類の1つで、体液（血液やリンパ液など）を体内で輸送し循環させる働きを行う器官の総称である。この器官の群は循環器系（英: circulatory system）と呼ばれ、そのほとんどが管状であるため脈管系とも呼ばれる。これには2つの系統があり、血液を循環させるものを血管系、リンパ液を循環させるものをリンパ系と言う。
多細胞生物の細胞は、その活動のために栄養分などを必要とするため、それを全ての細胞に行き渡らせる必要がある。また、老廃物を除去する必要があるため、これを何らかの形で体外へと排泄したり、無害化処理を行える臓器などに輸送する必要がある。脊椎動物では、心臓とそれに接続された血管、そして、リンパ管と体液によって達成されている。血管は、心臓から体の各部まで血液を運んだ後、再び心臓まで戻るような経路になっており、文字通り「循環」するようになっている。これに加えて、血液は免疫のためのリンパ球をも運んでおり、白血球の機能に関する器官も循環器に含めることが多い。

## ヒトの循環器

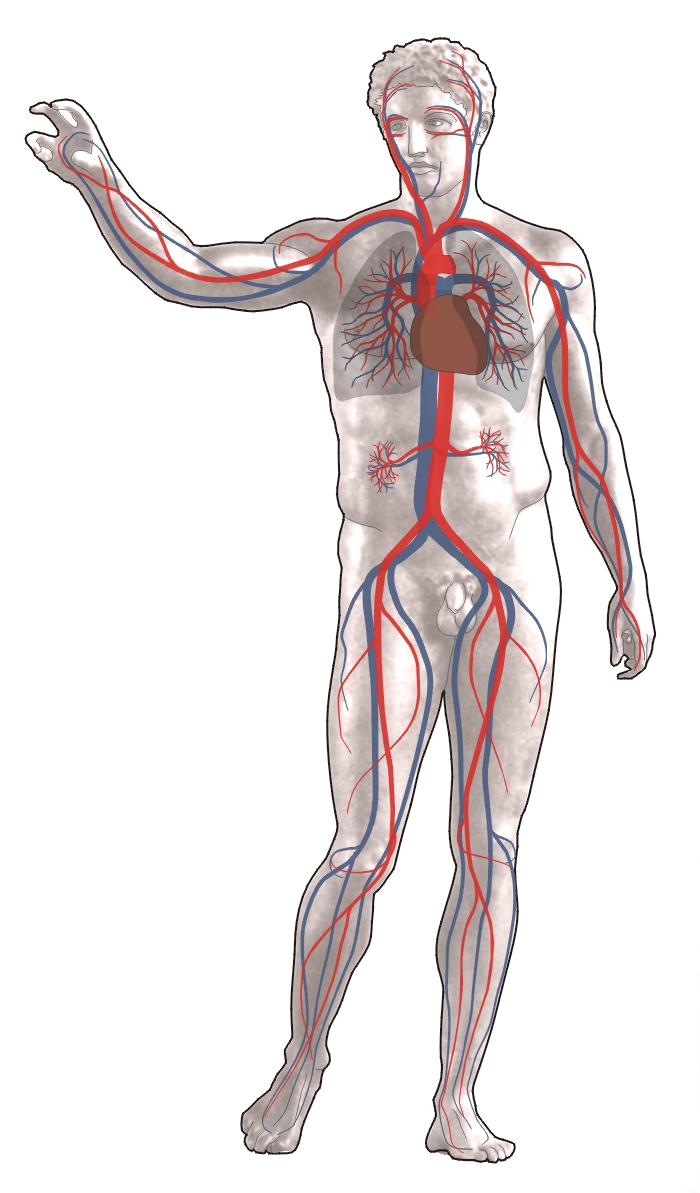
ヒトの循環器系の概略図。動脈は赤、静脈は青で表現されている。

### 血管系
ヒトの血管系は、出生前と出生後とでは、循環の仕方が異なっている。

#### 心臓からの循環
血管系とは血液を循環させる器官群であり、その中心的役割を果たすのが心臓である。肺から戻ってきて酸素を豊富に含む血液は動脈血と呼ばれ、これは心臓が脈動することで左心室から大動脈へと押し出されて、全身に張り巡らされた血管へと送られる。大動脈は身体の上に向かう上行大動脈と下半身へ向かう腹大動脈に大きく分かれ、様々な動脈に枝分かれし、さらに細かい毛細血管へ血液を送り、体組織に酸素や栄養分などを行き渡らせる。
血中酸素は各組織で消費され、代わって血中には二酸化炭素が放たれる。二酸化炭素を多く含む静脈血は毛細血管から静脈に流れ、さらに上半身では上大静脈、下半身では下大静脈へと集められて心臓に送られる。この一連の循環は体循環（大循環）と言い、この部分における動脈は養分を供給する意味から栄養血管とも呼ばれる。
身体を巡り心臓の右心房に集められた血液は静脈血である。これから二酸化炭素を除去して酸素を吹き込む作用は肺で行われる。そのため心臓は、右心室から肺動脈を使って静脈血を押し出し、肺でガス交換を終えた動脈血を肺静脈を通して左心房へと集める。この部分の循環は肺循環（小循環）と呼ばれるもので、この部分の血管は養分供給ではなくガス交換を目的としたものであるため機能血管とも呼ばれる。
この2つの循環を行うため、心臓は心室と心房のペアを2つ持つ。体循環は左心房から左心室を経由して大動脈へ動脈血を送ることで行われ、肺循環は右心房から右心室を経て肺動脈へ送ることで行われる。
| 左心房→僧帽弁→左心室→大動脈弁→大動脈→動脈→毛細血管→静脈→上大静脈（上半身からの血流）・下大静脈（下半身からの血流）→右心房 |

| 右心房→三尖弁→右心室→肺動脈弁→肺動脈→肺毛細血管（酸素の取り込み）→肺静脈→左心房 |

#### 血管
血管は3層の膜が重なった構造を持つ。動脈は中膜が厚く、質感を持っている。特に心臓と繋がる大動脈は平滑筋を上回る高い弾力性を持ち、弾性血管と呼ばれる。末端の動脈は平滑筋繊維が多く、神経からの指令を受けて、血管を収縮させたり、拡張させたりする能力に優れるため、筋性動脈と言われる。
静脈の壁は一般に薄く、質感があまりない。また血圧が低いため鬱血や逆流が起こりやすい。そのため管の中に逆流防止弁の役割を果たす襞構造があり、これは静脈弁と呼ばれる。また、動脈は静脈に沿っていることが多く、動脈の拍動を外圧として使い血液の流れを促す。これとは別に、筋肉を動かす事が静脈流を促進する働きもあり、これを骨格筋ポンプ、または、筋ポンプと言う。
毛細血管は体組織と血液の間で栄養やガスを交換する場所であり、非常に細い。ただし肝臓や脾臓などに沿う毛細血管はやや太く、内腔が広い。これらは洞様毛細血管と呼ばれる。

#### 胎児循環

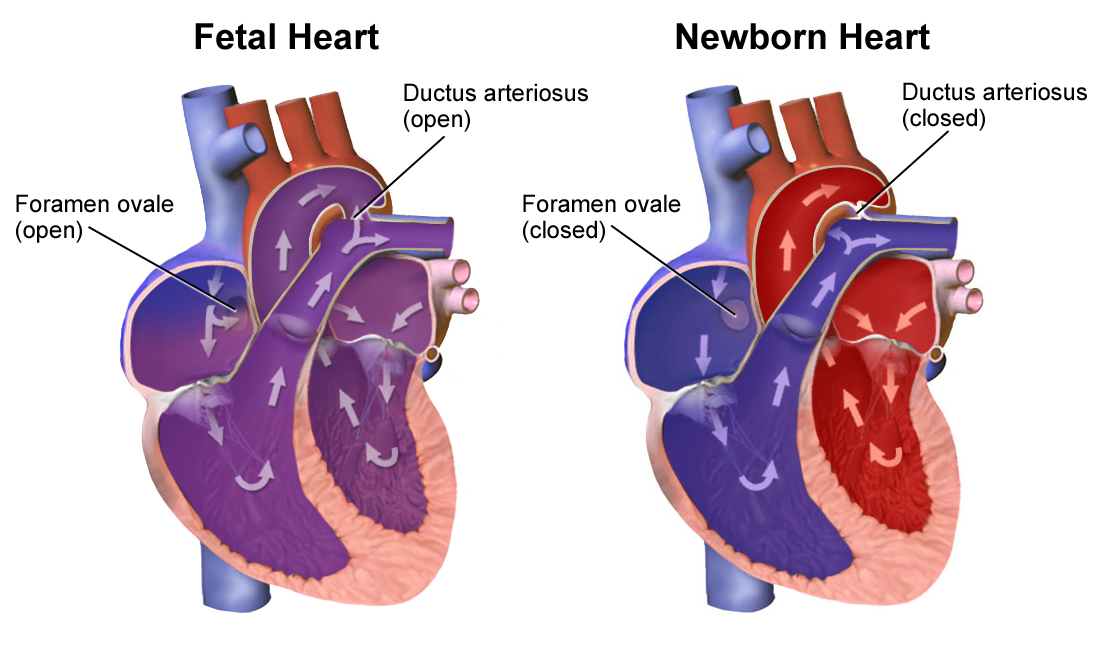
左が胎児循環、右が出生後の循環。

胎児は単独で外呼吸や栄養素の摂取をしておらず、酸素や栄養素は臍帯（へそのお）を通して母体から受け取っている。へそから伸びる臍帯には2本の臍動脈と1本の臍静脈があり、胎盤と繋がっている。胎児の生体活動で生じた二酸化炭素や老廃物は臍動脈から胎盤へ運ばれ、母体側の血液とガス交換と物質交換を行う。ただし胎児と母体の血液は直接混ざり合わない。
酸素や栄養素を含む血液は胎盤から臍静脈を通じて胎児の静脈管へ注がれ、下大動脈を経て右心房に運ばれる。胎児の状態では、右心房と左心房を仕切る心房中膜に卵円孔と言う穴があり、血液はここを経由して左心房そして左心室の脈動を経て全身に運ばれる。胎児は肺呼吸をしていないため、肺動脈に流れる血液はほとんどが動脈管（ボタロー管）を通って下行大動脈に送られ、肺はバイパスされる。
出生によって肺呼吸を始めると、卵円孔が塞がり、静脈管や動脈管もやがて閉鎖される。これらが開いたまま残ると、ガス交換や血行動態に支障を来たし、チアノーゼなどの症状が現れることがある。

### リンパ系
体内の各組織の間には、主に毛細血管からにじみ出た液性成分由来の組織液が満ち、物質交換を行う。この組織液のほとんどは、正常な血管からは染み出さないアルブミンなどによって保たれている浸透圧によって血管中に再び取り込まれるが、約10％程度はリンパ液として血管とは異なる循環器を巡る。これをリンパ系と言う。リンパ系は、血管系の心臓のような動力機構を持たない。動力を代替するのは蠕動、動脈の拍動、骨格筋の収縮に伴う圧縮などわずか力だが、リンパ管内にある弁によって方向が制限されるためリンパ液の流れが維持される。ただし、その流速は、心臓による動力が存在する血管系の動脈と比べて遅い。

#### リンパ管
組織液（リンパ液）を回収する管路はリンパ管である。組織中には末端が塞がった毛細リンパ管が張り巡らされている。リンパ管も毛細血管と同様の基底膜を持つものの、あまり発達していないため組織液の流入が起こり易い上に、血管が取り込みにくい分子量の大きな脂質やタンパク質、またがん細胞などを取り込みやすい。
毛細リンパ管はやがて太めのリンパ管へ集まる。ある程度の太さを持ったリンパ管は静脈と同じような3層構造と弁を持ち、また静脈に伴走する場合が多い。特殊なリンパ管には、小腸の粘膜の繊毛に走る毛細リンパ管の一部である中心乳び腔と、それが集まった乳び管がある。これらを総じて乳び槽とも呼ばれる。「乳び」の語は、小腸で吸収される分子量の大きな脂質は血管ではなくこれらのリンパ管を選択的に通り、食事後にリンパ液が白濁することに由来する。
これらが集まってリンパ本幹へ導かれる。リンパ本幹は胸管とも呼ばれる。下半身のリンパ液は乳び槽から脊柱の前に沿って上行する。上半身の左右のリンパ液は左右鎖骨下に各々ある鎖骨下静脈の静脈角へ集まり静脈内へ戻る。上行した胸管のリンパ液は左の静脈角へつながり静脈内に戻る。

#### リンパ節
リンパ管が集まる箇所には、所々にリンパ節がある。皮膜に覆われた直径1~25 mmの器官で、複数本の輸入リンパ管から液が流れ込み、輸出リンパ管から流れ出る。ただし、単に輸入リンパ管から流入してきたリンパ液を輸出リンパ管へと送っているわけではなく、輸入リンパ管から入ってきた液量の約半分がリンパ節で吸収され、残りが輸出リンパ管へと流れ出ている。また、輸入リンパ管と輸出リンパ管で流れているリンパ液の組成も異なっており、一般にリンパ節を通過すると、リンパ液中のタンパク質の濃度が上がることが知られている。リンパ節の中には、網目状の組織であるリンパ洞とリンパ球が集まった小節があり、小節の中には胚中心という部分が見られる。胚中心はリンパ球の分裂や増殖を促し、リンパ洞は不純物を引っ掛け濾過する機能を持つ。がん細胞が転移すると、この濾過を行うリンパ節に溜まりやすく、腫瘍になりやすい。
ワルダイエル咽頭輪やパイエル板などは、消化器の粘膜に付随するリンパ小節が集まった部分である。そのほか、小腸の粘膜にもリンパ小節は散在している。

#### 脾臓
脾臓は循環器系内に組み込まれた濾過機であると考えられている。リンパ系組織の中では最大の直径約10 cmの卵状器官で、胸郭の内側で胃の背面、腹腔左上部で横隔膜と接している。血管（脾動脈と脾静脈）・リンパ管・神経と繋がっている。
被膜は表面漿膜の下にある厚い結合性繊維組織が一部内側まで伸び、脾柱を形成する。この間に柔らかい細網組織が存在し、赤血球で満ちた赤脾髄と、その中にリンパ小節からなる斑点のような白脾髄が散らばる。このリンパ小粒ではBリンパ球が盛んに作られる。この組織内には脾動脈から分かれた内腔が広いため赤血球が通過できる特殊な毛細血管が走る。ここにはマクロファージ（大食細胞）があり、古くなった赤血球を破壊する役目を負う。

### 胸腺
胸腺は胸骨のすぐ裏にある1対の器官で、皮質と髄質に分けられる。全身のリンパ系組織の中で早期に発生し、幼児期には心臓上部を覆うほど発達しているのに対して、成長と共に退縮し、老齢期には脂肪細胞に置き換わってしまう。
胸腺は骨髄などで生産されたTリンパ球前駆細胞の成熟を行いTリンパ球を生成する。Tリンパ球はそれ自体の免疫作用の他にBリンパ球や抗体の調整も行う。胸腺を除去された新生児は全身のリンパ系器官に発達不良が生じることから、全リンパ系器官の中枢的役割を持つと考えられる。